# Sporting Braga (Frauenfußball)
Die Frauenfußballabteilung des Sportvereins Sporting Braga (offiziell: Sporting Clube de Braga) aus Portugal wurde 2016 gegründet und spielt seither erstklassig.

## Geschichte
Bragas Fußballsektion für Frauen wurde im Frühjahr 2016 eröffnet und durfte im Spielbetrieb um die nationale Meisterschaft sofort in der ersten Liga (Primeira Divisão) einsteigen. Gemeinsam mit Sporting Lissabon übernahm er hier wie auch im Pokalwettbewerb die Dominanz im nationalen Frauenfußball, musste sich in den zwei vergangenen Spielzeiten allerdings dem Konkurrenten aus der Hauptstadt geschlagen geben. Die Bilanz aus bisher acht Begegnungen gestaltet sich für Braga mit drei Unentschieden und fünf Niederlagen bis dato negativ. Allerdings konnte die Partie um den Superpokal 2018 am 9. September dank eines Elfmeterschießens für den Club entschieden und damit der erste Titelerfolg verbucht werden.
Am vorletzten Spieltag der Saison 2018/19 sicherte sich Braga am 5. Mai 2019 vorzeitig den ersten nationalen Meisterschaftstitel und beendete die Spielzeit in der Woche darauf als ungeschlagener Meister.

## Ehemalige Spielerinnen
- Edite Fernandes (2016–2018; Rekordtorschützin der Nationalmannschaft)
- Jéssica Silva (2016/17)

## Erfolge
| Wettbewerb | Wettbewerb                   | Titel | Jahr |
| ---------- | ---------------------------- | ----- | ---- |
|            | Portugiesische Meisterschaft | 1     | 2019 |
|            | Portugiesischer Pokal        | 1     | 2020 |
|            | Portugiesischer Ligapokal    | 1     | 2022 |
|            | Portugiesischer Superpokal   | 1     | 2018 |